# Tony Murphy
Tony Murphy, född 1964, är en irländsk ekonom och revisor som sedan 1 oktober 2022 är ordförande för Europeiska revisionsrätten.